# الجبل بيننا (رواية)
«الجبال بيننا»، رواية رومانسية-رواية كوارث، كتبها المؤلف الأمريكي تشارلز مارتن. تركز القصة على الدكتور بين باين والكاتبة آشلي نوكس، اللذين يعلقان في قفار يونتاس العالية بعد حادثة تحطم طائرة.
نشرت الرواية دار كتب برودواي في 28 حزيران (يونيو) 2011. أنتجت القصة كفيلم سينمائي في 6 تشرين الأول (أكتوبر) 2017 وكان من بطولة إدريس إلبا وكيت وينسليت.

## الحبكة
في ليلة شتاء عاصفة، علق الدكتور باين والكاتبة آشلي نوكس في مطار مدينة سولت ليك عندما ألغيت رحلاتهما. كان كل منهما حريص على الوصول إلى وجهته، إذ لدى الطبيت مرضى ينتظرون وزفاف الكاتبة في اليوم التالي. يستأجر باين طائرة خاصة صغيرة ويعرض مقعداً على آشلي، لكن الطيار يعاني من نوبة قلبية قاتلة أثناء الطيران، فتتحطم الطائرة فيعلقان في ثلوج قفار يونتاس العالية.
على الرغم من نجاتهما من الإصابات (يصاب باين بكسور في الأضلاع وتعاني آشلي من كسر رهيب في الساق)، إلا أنهما يجابهان ظروفاً جوية قاسية، علماً بأن لا أحد يعلم أنهما مفقودان أبداً. تقودهما هذه المحنة إلى الاعتماد على بعضهما البعض للبقاء على قيد الحياة، وتقرّبهما من بعضهما في النهاية.

## الاستقبال
وصفت تيري ميللر شانون، التي كتبت تقرير الكتاب، أنه "ليس تقليب صفحات لقصة مغامرة؛ ثمة عواطف مناظرة لرحلة جسدية لهذه الشخصيات"."

## الاقتباسات
اقتبست توينتيث سينشوري فوكس الرواية لإنتاج فيلم الجبل بيننا الذي أخرجه هاني أبو أسعد. لعب كل من كيت وينسليت وإدريس إلبا أدوار البطولة. عرض الفيلم للمرة الأولى في 9 سبتمبر 2017 في مهرجان تورونتو السينمائي الدولي 2017 وتم عرضه في الولايات المتحدة في 6 أكتوبر 2017.
في الفيلم، تم تغيير اسم الشخصية التي لعبتها وينسليت من آشلي نوكس إلى أليكس مارتن، وتم تغيير اسم عائلة الشخصية التي أداها إلبا من باين إلى باس. كما تم تغيير مهنة شخصية وينسليت إلى مصورة\صحفية متنقلة وتغيرت مهنة شخصية إلبا إلى جرّاح دماغ في البداية ثم بعد الإنقاذ، تحولت المهنة إلى طبيب عام. بالنسبة لحبكة الفيلم، فإن شخصية وينسليت هي التي تستأجر الطائرة بدلاً من الطبيب كما هو الأصل في الرواية.

## وصلات خارجية
- على موقع تشارلز مارتن
- at Barnes & Nobles